# Tu quoque (defesa jurídica)
A expressão "tu quoque" refere-se ao caso em que a autoridade que condena um réu, é acusada dos mesmos crimes.   Está relacionado ao princípio jurídico das  mãos limpas,  represália,  e “ olho por olho ”.  A defesa tu quoque não existe no direito penal internacional e não foi aceita em um tribunal internacional.  
Tu quoque foi invocado durante os julgamentos de Nuremberg.  No julgamento do criminoso de guerra nazista Klaus Barbie, o polêmico advogado Jacques Vergès argumentou que durante a Guerra da Argélia, oficiais franceses como o general Jacques Massu cometeram crimes de guerra semelhantes àqueles pelos quais o réu estava sendo acusado e, portanto, o Estado francês não tinha direito moral de condená-lo. Esta defesa foi rejeitada pelo tribunal, que condenou o acusado. 
O "Tu quoque" é uma expressão em latim que significa "você também" ou "tu também". No contexto da argumentação jurídica, o "Tu quoque" é uma falácia lógica em que alguém tenta desacreditar a posição ou o argumento de outra pessoa, apontando para uma contradição entre a conduta dessa pessoa e a mensagem que ela está tentando transmitir. Em outras palavras, é um tipo de argumento ad hominem, que se concentra na pessoa em vez de abordar diretamente a substância do argumento.   Na prática jurídica, o "Tu quoque" pode ser utilizado como estratégia de defesa para desacreditar o autor de uma alegação, apontando para comportamentos ou ações passadas que possam parecer inconsistentes com a posição atual ou com a mensagem que estão tentando transmitir. Por exemplo, se um advogado acusa um réu de desonestidade, o réu poderia usar o "Tu quoque" argumentando que o advogado também tem um histórico de comportamento desonesto. 